# Карл Александр (герцог Вюртемберга)
Карл I Александр Вюртембергский (нем. Karl Alexander von Württemberg; 24 января 1684, Штутгарт — 12 марта 1737, Людвигсбург) — герцог Вюртемберг-Виннентальский с 1698 года, герцог Вюртемберга и граф Монбельяра с 1733 года.

## Биография
Карл Александр — представитель побочной линии Вюртембергского дома, сын герцога Фридриха Карла Вюртембург-Виннентальского и Элеоноры Юлианы Бранденбург-Ансбахской.
В 13 лет участвовал в войне с турками под начальством маркграфа Людвига Вильгельма Баденского. В 1699 году появился при императорском дворе в Вене. В 1705 году под командованием австрийского полководца принца Евгения Савойского участвовал в Войне за испанское наследство.
В 1712 году принял католичество. В 1717 году Карл Александр за заслуги в войне с турками получил чин императорского генерала-фельдмаршала. После мира 1719 года стал правителем Белграда и Сербии.
В 1731 году после смерти наследного принца Фридриха Людвига стал ближайшим претендентом на вюртембергский престол, который и занял два года спустя под именем Карла I Александра.
В период правления Карла Александра фактическим правителем государства был Иозеф Зюсс Оппенгеймер, с которым Карл Александр познакомился в 1732 году на курорте в Вильдбаде. В 1737 году герцог тайно участвовал в подготовке государственного переворота с целью установления в стране католицизма (согласно Религиозным реверсалиям Карл Александр обязан был поддерживать привилегированное положение лютеранства, а католическое богослужение было запрещено повсюду, кроме придворной часовни), а также против ландтага, который ограничивал власть герцога и без разрешения которого герцог не мог издать ни одного закона.
В начале 1737 года отношения между Оппенгеймером и герцогом ухудшились, и возможно, Оппенгеймер предупредил ландтаг о готовящемся государственном перевороте. 12 марта 1737 года, в ночь, когда должен был состояться переворот, герцог неожиданно умер.

## Семья
В 1727 году Карл Александр женился на принцессе Марии Августине Турн-и-Таксис, дочери Ансельма Франца Турн-и-Таксиса и его супруги Марии Лобковиц. В этом браке родились:
- Карл Евгений (1728—1793), герцог Вюртембергский в 1737—1793 годах
- Евгений Людвиг (1729)
- Людвиг Евгений (1731—1795), герцог Вюртембергский в 1793—1795 годах
- Фридрих Евгений (1732—1797), герцог Вюртембергский в 1795—1797 годах
- Александр (1733—1734)
- Августа Елизавета (1734—1787), замужем за Карлом Ансельмом Турн-и-Таксисом

## В культуре
- Лион Фейхтвангер, «Еврей Зюсс».